# 范明 (羽毛球運動員)
范明（？—）是一名中國已退役女子羽球運動員。

## 簡歷
1975年9月，范明與孫桂玲一起代表遼寧省參加第三屆全國運動會羽毛球比賽少年賽，獲得女子雙打冠軍。1983年，她與關渭貞一起參加亞洲羽球錦標賽，在女子雙打決賽中以15∶11和15∶3擊敗韓國組合朴賢淑和金福善，獲得冠軍。